# Aleksandra Packevič
Aleksandra Vjačeslavovna Packevič (in russo Александра Вячеславовна Пацкевич?; Mosca, 4 novembre 1988) è una sincronetta russa, campionessa olimpica nella gara a squadre ai Giochi olimpici estivi di Londra 2012, Rio de Janeiro 2016 e Tokyo 2020.

## Carriera
Packevič ha iniziato a praticare il nuoto sincronizzato all'età di cinque anni. Ha fatto il suo debutto internazionale nel 2009 vincendo subito due medaglie d'oro ai Mondiali di Roma. Componente della squadra russa, a partire dai Mondiali di Budapest 2017 ha cominciato a gareggiare in duo insieme a Svetlana Kolesničenko.
Ha rappresentato ROC ai Giochi olimpici di Tokyo 2020, dove ha vinto la medaglia d'oro nella gara a squadre.

## Palmarès

### Per ROC
- Giochi olimpici

Tokyo 2020: oro nella gara a squadre.

### Per la Russia
- Giochi olimpici

Londra 2012: oro nella gara a squadre.
Rio de Janeiro 2016: oro nella gara a squadre.
- Mondiali di nuoto

Roma 2009: oro nella gara a squadre (programma libero e tecnico).
Shanghai 2011: oro nella gara a squadre (programma libero e tecnico) e nel libero combinato.
Barcellona 2013: oro nella gara a squadre (programma libero e tecnico) e nel libero combinato.
Kazan' 2015: oro nella gara a squadre (programma libero e tecnico) e nel libero combinato.
Budapest 2017: oro nel duo (programma libero e tecnico)
- Europei di nuoto

Budapest 2010: oro nella gara a squadre e nel libero combinato.
Londra 2016: oro nella gara a squadre (programma tecnico) e nel libero combinato.
- Universiadi

Kazan' 2013: oro nella gara a squadre e nel libero combinato.